# Tranvia di Massa
La tranvia di Massa era un impianto tranviario a scartamento metrico con trazione a vapore attivo fra il 1890 ed 1933, che rappresentò un importante sistema di trasporto per le merci originate dagli opifici dislocati lungo la valle del fiume Frigido.

## Storia
Nel 1870 il Comune di Massa nominò una commissione per lo studio di un collegamento fra la località Forno, interessata da un intenso movimento di merci originato sia dall'industria lapidea che dal recente impianto del Cotonificio Ligure, con la linea ferroviaria Genova-Pisa, gestita dalle Strade Ferrate dell'Alta Italia e con il pontile di Marina di San Giuseppe, l'attuale Marina di Massa.
Ai lavori della commissione si susseguirono una serie di proposte progettuali e di concessione che non videro attuazione fino al 1888 quando Ercole Belloli, che già aveva finanziato la costruzione di tranvie ad Alessandria e Cremona, avanzò la proposta di realizzare una tranvia a vapore il cui progetto, redatto dal capitano Giorgio Giorgini, fu approvato il 23 gennaio 1889. La concessione da parte del Ministero dei Lavori pubblici, della durata di 60 anni, fu data il successivo 27 luglio.
Il 27 febbraio 1893 la concessione fu ceduta alla neocostituita Società Anonima Tranvia di Massa.
Il primo tronco attivato fu quello fra Marina di San Giuseppe e la chiesa della Misericordia, aperto all'esercizio il 21 giugno 1890. Ad esso seguirono la diramazione per la stazione ferroviaria di Massa, il 18 aprile 1891 e, in varie tappe fino al 1895, il proseguimento verso Forno, con capolinea presso il citato Cotonificio Ligure. Era inoltre presente una diramazione da Massa che serviva alcuni opifici della zona fra cui le cosiddette Segherie Basse (laboratorio Chiappe).
I risultati di esercizio risultarono discreti fino agli anni venti, quando anche a causa della crisi del primo dopoguerra i debiti verso lo Stato cominciarono a risultare significativi e la concorrenza dei mezzi privati nel trasporto delle merci cominciava a farsi sentire. Vennero dunque accantonati i numerosi progetti nel frattempo elaborati per l'estensione delle linee ed il loro collegamento con gli altri impianti della regione.
Un procedimento giudiziario intentato nei confronti di una locale impresa di autotrasporto e della stessa Provincia di Massa non diede i risultati sperati alla società esercente, che chiuse l'esercizio degli impianti il 15 dicembre 1932. La concessione fu revocata di lì a poco, il 20 marzo 1933.

## Caratteristiche
| Unknown route-map component "uexKBHFa" |

| Unknown route-map component "uexBHF" |

| Unused straight waterway |

| Unknown route-map component "uexBHF" |

| Unused straight waterway |

| Unknown route-map component "uexBHF" |

| Unknown route-map component "uexKDSTaq" | Unknown route-map component "uexABZgr" |  |

| Unknown route-map component "uexBHF" |

|  | Unknown route-map component "uexABZgl" | Unknown route-map component "uexKBHFeq" |

| Unknown route-map component "d" | Unknown route-map component "CONTgq" | Unused waterway under railway bridge | Station on transverse track | Unknown route-map component "dCONTfq" |

| Unknown route-map component "uexWBRÜCKE1" |

| Unknown route-map component "uexSKRZ-Mu" |

| Unknown route-map component "uexHST" |

| Unknown route-map component "uexKBHFe" |

Il percorso della tranvia seguiva la valle del fiume Frigido, in sede promiscua lungo via Bassa Tambura, nella parte verso nord, e via Marina Vecchia, verso sud.
Da Forno, con la tranvia disponevano di raccordo sia con i numerosi mulini della zona (Orsi, Fontana Brondi, Menzione e Balestri) che i laboratori Brunetti, Lazzini-Pellerani, Guerra, Boni, Pierotti, Gracini, Mannini, Zolevi, Acoli, Barghetti e Chiappe.
Dopo circa 8 km, superato il centro di Massa e raggiunta la chiesa della Misericordia, una diramazione di 1,498 km costruita lungo il viale della Stazione conduceva alla stazione ferroviaria SFAI.
La diramazione per Segheria Basse, che collegava gli omonimi impianti Chiappe e Bargetti, era lunga 925 m e si distaccava anch'essa in prossimità della chiesa della Misericordia.
Dopo ulteriori 4,2 km su strade comunali e provinciali ed un breve tratto in sede propria di 180 m per lo scavalco del fiume Frigido, la tranvia raggiungeva la piazza principale di Marina di Massa, dove una serie di binari consentivano le manovre di attestamento della locomotiva e lo stazionamento dei carri merci per le operazioni di carico e scarico.
La pendenza massima, del 32 per mille, era raggiunta in corrispondenza delle rampe di accesso del cavalcaferrovia di Poggioleto.

## Materiale rotabile
Le prime locomotive a vapore destinate alla Tranvia di Massa furono due macchine a due assi tipo "Ghibullo" di costruzione Breda (Città di Massa e Frigido) cui nel 1891 si aggiunsero due Cerimedo & C. (stabilimento che da lì a poco sarebbe passato alla stessa Breda) tipo "Alberto", numerate 3 e 4 (una di esse era battezzata Tambura) e provenienti dalle Ferrovie Nord Milano.
Dal 1902 si aggiunsero ulteriori locomotive, fra cui una Henschel di nuova costruzione ed alcune Winterthur a 3 assi usate. Nel 1914 entrarono in servizio altre due locomotive a 3 assi Henschel, la Marina e la Poggio Piastrone.
Alle locomotive si accompagnavano 20 carrozze tranviarie a due assi costruite dalla Grondona di Milano, sia coperte che del tipo giardiniera, e 88 carri merci.
Poco prima della chiusura dell'esercizio nel 1931 furono sperimentati, con scarso successo, due veicoli affatto peculiari: si trattava di automotrici diesel della potenza di 58 kW costruite dalla Autoguidovie Italiane (AGI) di Piacenza del modello "Laviosa T.5", così chiamato dal nome del titolare dell'impresa, Alberto Laviosa. Una successiva ipotesi di riutilizzo presso la Ferrovia Massa Marittima-Follonica di tali rotabili, previo cambio dello scartamento, non ebbe seguito.

### Materiale motore - prospetto di sintesi
| Unità             | Anno di acquisizione | Costruttore   | Tipo                 | Note                        |
| ----------------- | -------------------- | ------------- | -------------------- | --------------------------- |
| Città di Massa    | 1890                 | Breda         | "Ghibullo", a 2 assi |                             |
| Frigido           | 1890                 | Breda         | "Ghibullo", a 2 assi |                             |
| N. 3              | 1891                 | Cerimedo & C. | "Alberto", a 2 assi  | Ex Ferrovie Nord Milano     |
| N. 4              | 1891                 | Cerimedo & C. | "Alberto", a 2 assi  | Ex Ferrovie Nord Milano     |
|                   | 1902                 | Henschel      |                      |                             |
| Brugiana          | 1902-1906            | Winterthur    | a 3 assi             | Ex tranvie di Ginevra       |
| Città di Massa II | 1902-1906            | Winterthur    | a 3 assi             | Ex tranvie di Ginevra       |
| Frigido II        | 1907                 | Henschel      |                      |                             |
| Marina            | 1914                 | Henschel      | a 3 assi             | Nel 1916 inviata a Pracchia |
| Poggio Piastrone  | 1914                 | Henschel      | a 3 assi             | Nel 1916 inviata a Pracchia |